# Ransäter
Ransäter er kirkebyen i Ransäters Sogn og en by i Munkfors kommune i Värmland, Sverige.

## Bygninger
I Ransäter ligger bygninger til minde om kendte personer og kulturpersonligheder. I Ransäters bruksherrgård (også kaldt Geijersgården) blev Erik Gustaf Geijer født.
Tage Erlander blev født her i 1901 og da han døde i 1985 blev han begravet her. Den 13. juni 1987 blev museet Erlandergården indviet. Erlandergården er et hus med 3 etager, på anden etage boede Erlander og hans familie da han var barn og han gik i folkeskole på første etage hvor folkeskolen lå, hans far var lærer der.